# Zoey 102
Zoey 102 ist eine US-amerikanische Filmkomödie aus dem Jahr 2023 unter der Regie von Nancy Hower. Der Film bildet eine Fortsetzung der Nickelodeon-Fernsehserie Zoey 101 (2005–2008). Die meisten Hauptdarsteller der Serie, darunter Jamie Lynn Spears, Sean Flynn, Christopher Massey, Erin Sanders, Matthew Underwood und Abby Wilde, nehmen ihre Rollen von damals wieder auf.
Der Film erschien am 27. Juli 2023 auf dem US-amerikanischen Streamingdienst Paramount+. Deutschsprachig wurde der Film am 17. November 2023 auf dem Streamingdienst veröffentlicht.

## Handlung
Zoey Brooks, mittlerweile Fernsehproduzentin für die Reality-Serie „LOVE: Fully Charged“, wird von ihrer besten Freundin Quinn Pensky gebeten, die Trauzeugin bei der bevorstehenden Hochzeit von ihr und Logan Reese zu sein, die am selben Wochenende wie das Staffel-Finale  ihrer Show stattfindet. Zoey wird bei der Hochzeit auch auf Chase Matthews, Logans Trauzeuge, treffen, den sie nicht mehr gesehen oder gesprochen hat, seit sie ihn nach der High-School auf eine Hawaii-Reise stehen gelassen hat. Chase ist inzwischen mit einer anderen Frau zusammen. Zoey schmiedet einen ausgeklügelten Plan, um beiden Verpflichtungen nachzukommen, und engagiert Todd Schupert, einen Schauspieler, der für „LOVE: Fully Charged“ vorgesprochen hat, um sich als ihren Freund auszugeben.
Bei der Vor-Hochzeitsparty trifft Zoey auf ihre alten Freunde Michael Barret, der die Traurede halten wird, sowie auf Stacy Dillsen und  Mark Del Figgalo, die einen erfolgreichen True-Crime-Podcast führen und momentan einen Serienkiller jagen. Zoey schleicht sich von der Party, um das Finale ihrer Show vorzubereiten. Als sie zur Party zurückkehrt, trifft sie auf eine sich versteckende Quinn, die ihr offenbart, dass sie sich mit der Größe und Opulenz der Hochzeit unwohl fühlt. Die Gruppe geht in eine Karaoke-Bar, wo es zu einer Konfrontation zwischen Todd und Chase kommt, wobei letzterer behauptet, dass er über Zoey hinweg ist.
Am Tag der Hochzeit und des Finales geht Zoey los, um die Ringe abzuholen, wobei Chase sie versehentlich begleitet. Zoey und Chase stehen sich zunächst distanziert gegenüber, doch nachdem sie von den Juwelieren, die sie mit Quinn und Logan verwechselten, zum Küssen gedrängt wurden, kommen sie sich näher. Zoey entschuldigt sich bei Chase dafür, dass sie ihn auf Hawaii im Stich gelassen hat, und offenbart, dass sie Angst hatte, dass die Dinge zwischen ihnen schlecht enden würden, wie sie es immer getan haben. Sie gibt zu, dass sie immer noch Gefühle für ihn hat, und sie küssen sich noch einmal richtig.
Zoey und Chase kommen gerade noch rechtzeitig zur Hochzeit und zum Finale zurück, wobei Zoey gleichzeitig ihre Pflichten als Trauzeugin erfüllt und einen ihrer Kandidaten über ihr Telefon sowie Kopfhörern mit Sprüchen versorgt. Während Stacey die Begrüßungsrede hält, erhält sie einen Hinweis darauf, dass Todd ein Serienmörder ist und offenbart dies vor allen. Zoey ist verwirrte, gibt deswegen den falschen Text durch und ruiniert damit das Finale der Reality-Show. Zoey gesteht Quinn, dass sie nebenbei arbeitet und dass Todd nicht ihr Freund, sondern ein Schauspieler ist. Quinn, der von Zoeys Unehrlichkeit und Logans Beharren darauf, die Hochzeit zu einem Spektakel zu machen, die Nase voll hat, sagt die Zeremonie ab und läuft weinend davon, während die schuldbewusste Zoey von den Produzenten der Show gefeuert wird.
Am Strand offenbart Chase Zoey, dass er und seine Freundin sich vor zwei Wochen getrennt haben und dass sie ihn nur zur Hochzeit begleitet hat, damit er nicht allein ist. Zoey hat eine Idee und bringt die Freunde zurück zu ihrer alten, jetzt verlassenen Schule, der Pacific Coast Academy. Gemeinsam bringen sie den Ort auf Vordermann. Logan entschuldigt sich bei Quinn und nimmt sie mit zur PCA, wo die Freunde eine Hochzeitsfeier vorbereitet haben. Nach der Zeremonie ruft Zoeys Chef an, um ihr mitzuteilen, dass das Finale tatsächlich ein großer Erfolg war, und bietet ihr eine Beförderung an, die sie unter bestimmten Bedingungen annimmt. Während sie tanzt, gestehen sie und Chase sich ihre Liebe und küssen sich.
In der Mid-Credit-Szene wird gezeigt, wie Todd eine sich windende Tasche in den Kofferraum seines Autos legt, was daraufhin deutet, dass Stacey und Marks Verdacht, er sei ein Serienmörder, richtig war.

## Produktion
Am 12. Januar 2023 wurde bekannt, dass ein Revival von Zoey 101, die von 2005 bis 2008 erfolgreich bei Nickelodeon ausgestrahlt wurde, für Paramount+ geplant ist. Der Film, der den Titel Zoey 102 trägt, wird von Nancy Hower inszeniert und basiert auf einem Drehbuch von Monica Sherer und Madeline Whitby. Jamie Lynn Spears wird nicht nur als Hauptdarstellerin der Zoey Brooks zurückkehren, sondern auch als Executive Producerin. Neben Spears kehren auch weitere Darsteller aus der Serie zurück. Die langjährige Hauptdarstellerin Victoria Justice konnte aus Terminkonflikten nicht an den Dreharbeiten teilnehmen. Alexa Nikolas und Paul Butcher kehrten ebenfalls nicht zum Film-Revival zurück.
Die Dreharbeiten für den Film fanden zwischen Januar und Februar 2023 statt. Gedreht wurde in und um Wilmington im US-Bundesstaat North Carolina sowie an der dortigen Universität und am Perry’s Emporium.
Zusammen mit dem Veröffentlichungstermin wurde am 20. Juni 2023 der erste Trailer gezeigt.

## Synchronisation
Die deutsche Synchronisation entstand unter der Dialogregie von Ursula von Langen durch die SPEEECH Audiolingual Labs GmbH in München.
| Rolle          | Darsteller         | Deutsche Sprecher    |
| -------------- | ------------------ | -------------------- |
| Zoey Brooks    | Jamie Lynn Spears  | Gabrielle Pietermann |
| Chase Matthews | Sean Flynn         | Max Felder           |
| Logan Reese    | Matthew Underwood  | Fabian Rohm          |
| Michael Barret | Christopher Massey | Patrick Roche        |
| Todd Schupert  | Dean Geyer         | Benedikt Gutjan      |
| Brian          | Andrew Hunter      | Tom Dulovits         |
| Danielle       | Soma Chhaya        | Zina Laus            |
| Jordan B       | Zach Zagoria       | François Goeske      |
| Jordyn J       | Bianka Kureti      | Florentine Panizza   |
| Kayla          | Monica Sherer      | Saskia Haisch        |

## Rezeption
Der Film erhielt positive bis gemischte Kritiken. Auf dem Rezensionsaggregator Rotten Tomatoes hat der Film eine Zustimmungsrate von 60 % basierend auf 5 Rezensionen mit einer durchschnittlichen Bewertung von 5,0/10.